# Ischnura heterosticta
Espèce
Ischnura heterosticta est une espèce d'insectes odonatess, une demoiselle de la famille des Coenagrionidae.

## Répartition
On la trouve en Australie et en Nouvelle-Calédonie.

## Habitat
On la trouve généralement près des eaux calmes ou lentes. L'espèce est aussi tolérante avec les eaux salées.

## Description
C'est une demoiselle de petite taille. La plupart des mâles ont les yeux bleus, un thorax bleu, et une queue avec des anneaux bleus. Les femelles sont de couleur verte ou brun clair.

## Galerie

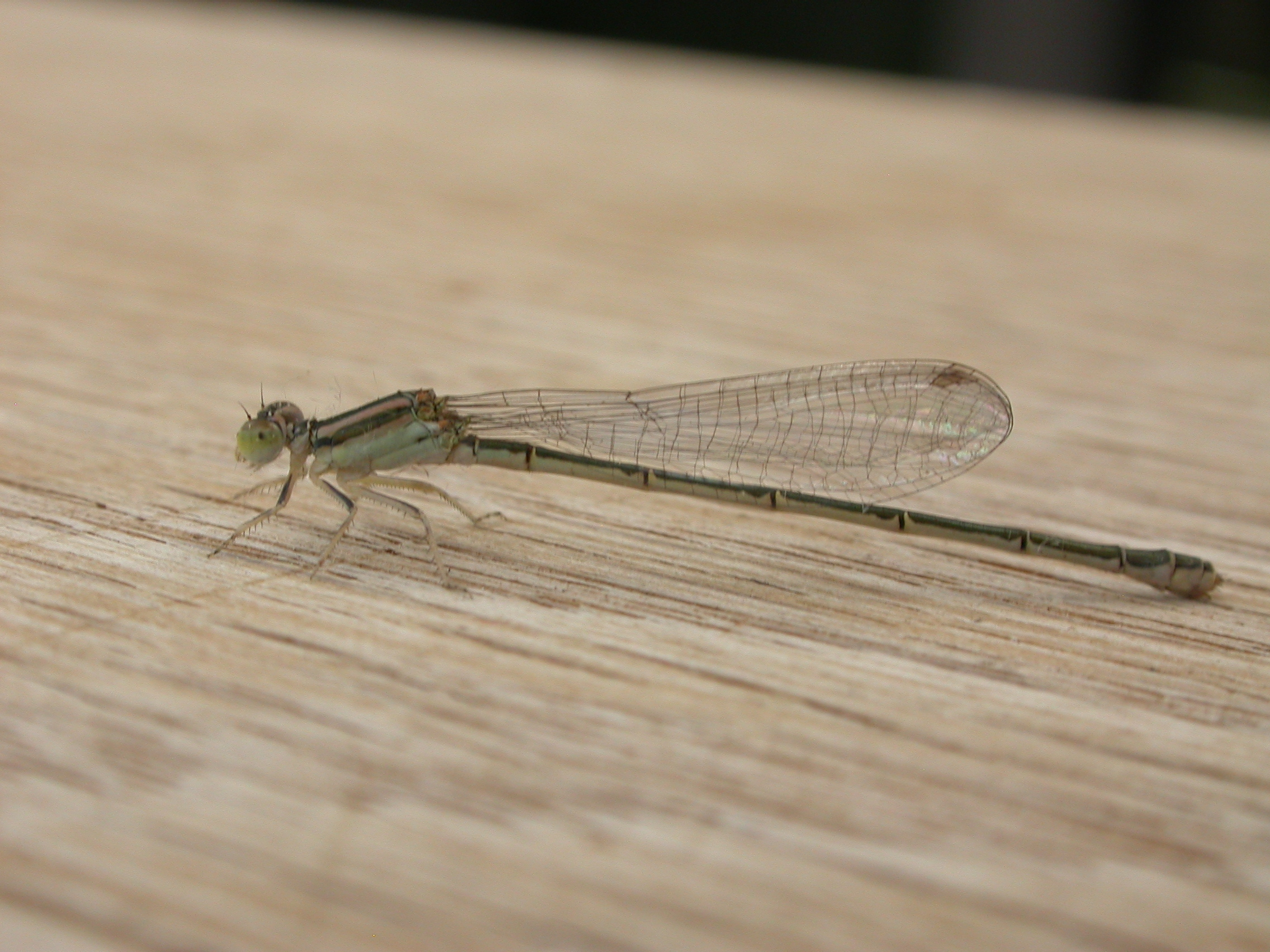
Femelle.